# Morgause
Morgause, bekend in vroegere werken als Anna, is de zus of halfzus van Koning Arthur in de Arthuriaanse legendes. In haar eerste optredens is ze de volbloed zus van Koning Arthur, dochter van Uther Pendragon en Igraine, en ze is tevens de moeder van de heroïsche ridder Gawain en de boosdoener Mordred. In latere optredens is ze de dochter van Igraine en haar eerste echtgenoot, Gorlois, en is Mordred verwekt door Arthur zelf, omdat broer en zus elkaar niet herkenden. Morgauses echtgenoot is Koning Lot, een vijand van Arthur in de opstanden na Arthurs kroning. 
T.H. White noemde een van zijn vier delen van The Once and Future King, The Queen of Air and Darkness, als verwijzing naar Morgause, die een belangrijke rol in het boek speelt. Een later onderdeel gaat over Morgauses dood door de handen van haar eigen zoon; White zal deze daad niet op Gaheris (oorspronkelijke dader) maar op Agravaine schuiven.

## Recente romans
- In het boek de Nevelen van Avalon van Marion Zimmer Bradley worden de verhalen rond koning Arthur herverteld vanuit het gezichtspunt van de vrouwelijke personages, waaronder Morgause.